# Matsukawa Tomoaki
Tomoaki Matsukawa (sinh ngày 18 tháng 4 năm 1973) là một cầu thủ bóng đá người Nhật Bản.

## Sự nghiệp câu lạc bộ
Tomoaki Matsukawa đã từng chơi cho Bellmare Hiratsuka, Kyoto Purple Sanga, Consadole Sapporo và YKK.